# Abd as-Salam al-Madżali
Abd as-Salam Atalla al-Madżali (ur. 18 lutego 1926 w Karaku, zm. 3 stycznia 2023 w Ammanie) – jordański lekarz i polityk, premier Jordanii w okresie od 30 maja 1993 roku do 7 stycznia 1995 roku oraz od 9 września 1997 roku do 20 lutego 1998 roku.

## Życiorys
Był absolwentem studiów medycznych na Uniwersytecie Damasceńskim, po czym został lekarzem wojskowym w Legionie Arabskim. W 1952 ukończył specjalizacyjne studia w zakresie otorynolaryngologii w Royal College of Surgeons and Physicians w Londynie i wrócił do praktyki w Legionie Arabskim. W 1960 został dyrektorem generalnym służb medycznych w wojsku jordańskim.
W 1969 wszedł do rządu jako minister zdrowia. W roku następnym powierzono mu dodatkowo stanowisko ministra stanu, które sprawował przez rok. Następnie przez pięć lat był rektorem Uniwersytetu Jordańskiego, w latach 1971–1973 był również profesorem na wydziale medycznym tej uczelni, po czym w 1976 został ministrem edukacji. W 1980 został po raz drugi rektorem Uniwersytetu Jordańskiego.
W maju 1993 król Husajn mianował go po raz pierwszy premierem Jordanii. O jego nominacji przesądził m.in. fakt, że al-Madżali, podobnie jak monarcha, był zwolennikiem podpisania z Izraelem odrębnego traktatu pokojowego. Innym zadaniem postawionym przed rządem było przygotowanie wyborów parlamentarnych w zmienionej sytuacji politycznej, z udziałem dziewięciu nowych partii. Po wyborach rząd miała miejsce rekonstrukcja gabinetu. Nowo powstały rząd był pierwszym jordańskim gabinetem, który składał się wyłącznie z polityków niebędących parlamentarzystami. Gabinet otrzymał wotum zaufania 8 grudnia 1993.
W 1993 premier przewodniczył jordańskiej delegacji w rozmowach pokojowych, następnie rozmowy z premierem Izraela prowadził już osobiście Husajn. Ostatecznie jordańsko-izraelski traktat pokojowy został podpisany 26 października 1994. Wcześniej, w marcu 1994, rząd bez powodzenia starał się zablokować przeprowadzenie wyborów samorządowych w Ammanie, gdzie silne wpływy miały organizacje palestyńskie oraz islamiści. Dwa miesiące później al-Madżali ponownie rekonstruował gabinet. Ostatecznie zrezygnował z kierowania rządem w styczniu 1995. W trudnej sytuacji gospodarczej nowym premierem Jordanii został po raz kolejny Zajd ibn Szakir.
Abd as-Salam al-Madżali został po raz drugi premierem Jordanii w marcu 1997. Jako szef rady ministrów zainspirował połączenie się partii centrowych w jedną Narodową Partię Konstytucyjną, co wpisywało się w politykę osłabiania i izolowania organizacji islamskich, w tym partii Islamski Front Działań. Miał również udział we wprowadzeniu nowego prawa prasowego, które umożliwiało władzom ścisłą kontrolę mediów. Rząd al-Madżalego upadł w sierpniu 1998. Jego dymisja stanowiła gest króla w stronę opinii publicznej, oburzonej brakami w dostawach wody w Ammanie w poprzednim miesiącu.
W 2014 był przewodniczącym Akademii Nauk Świata Islamskiego.
W 1974 otrzymał doktorat honoris causa Uniwersytetu Hacettepe.